# Burg Grönenberg
Die Burg Grönenberg, auch Grönenburg genannt, ist eine abgegangene Turmhügelburg (Motte) im Grönenbergpark in der Stadt Melle im Landkreis Osnabrück in Niedersachsen.

## Geografische Lage
Die Burg liegt im heutigen Stadtzentrum von Melle (Friedrich-Ludwig-Jahn-Straße 2), etwa 25 km östlich von Osnabrück und 25 km nordwestlich von Bielefeld entfernt. In etwa 100 Meter Entfernung fließt nördlich der ehemaligen Burganlage der Fluss Else in einer Tallage zwischen Wiehengebirge und Teutoburger Wald (Osning).

## Geschichte
Die Burg Gröneburg wurde als Landesburg des Hochstifts Osnabrück gegen die Grafschaft Ravensberg errichtet. Sie wurde erstmals 1251 in den Schriftquellen erwähnt, als ein Ludolf von Gesmele Herr zum Grönenberg genannt wurde. Seine Familie hieß fortan nach der Burg „von Grönenberg“. In den Fehden des Bistums mit der Grafschaft Ravensberg und den Edelherren zur Lippe von 1274–1277 und 1300–1305 war sie von zentraler Bedeutung. Zudem diente sie spätestens ab 1309 als Amtssitz. Das letzte Mal besaß die Burg in der Mitte des 15. Jahrhunderts während der Fehden mit den Grafen von Hoya und dem Bistum Minden militärische Bedeutung und wurde 1450 noch einmal ausgebaut. 1454 wurde die Burg an Johann von dem Bussche zu Gesmold verpfändet, die folgenden Bischöfe sicherten seiner Familie immer wieder von neuem zu, das Pfand nicht einzulösen. Nachdem nach 100 Jahren das Pfand doch abgelöst wurde, waren die Burggebäude so vernachlässigt, dass sie 1574 größtenteils abgerissen werden mussten. Nur der Turm wurde noch bis 1771 als Amtsgefängnis genutzt, danach wurde auch er niedergelegt. Im Dreißigjährigen Krieg müssen noch Reste der Befestigung vorhanden gewesen sein, denn die Burg erhielt eine Besatzung und wurde 1633 von den Schweden erobert. 1838 sollen die letzten Mauerreste, zu denen auch eine Ringmauer gehört haben soll, beseitigt worden sein.
Die Befestigung der bei der Burg gelegenen Stadt Melle war bereits Mitte des 12. Jahrhunderts stark ausgebaut. Sie bestand aus einem Meter dicken Mauern, vorspringenden Türmen und einem Graben. Die befestigte Wallanlage ermöglichte es, 1299 die Belagerung von Simon von der Lippe erfolgreich abzuwehren. Als Dank für die treue Gefolgschaft wurde dem Ort Melle schon 1316 eine Verfassung verliehen. Weitere Überfälle, Brandschatzungen und Plünderungen folgten 1449 und 1451.

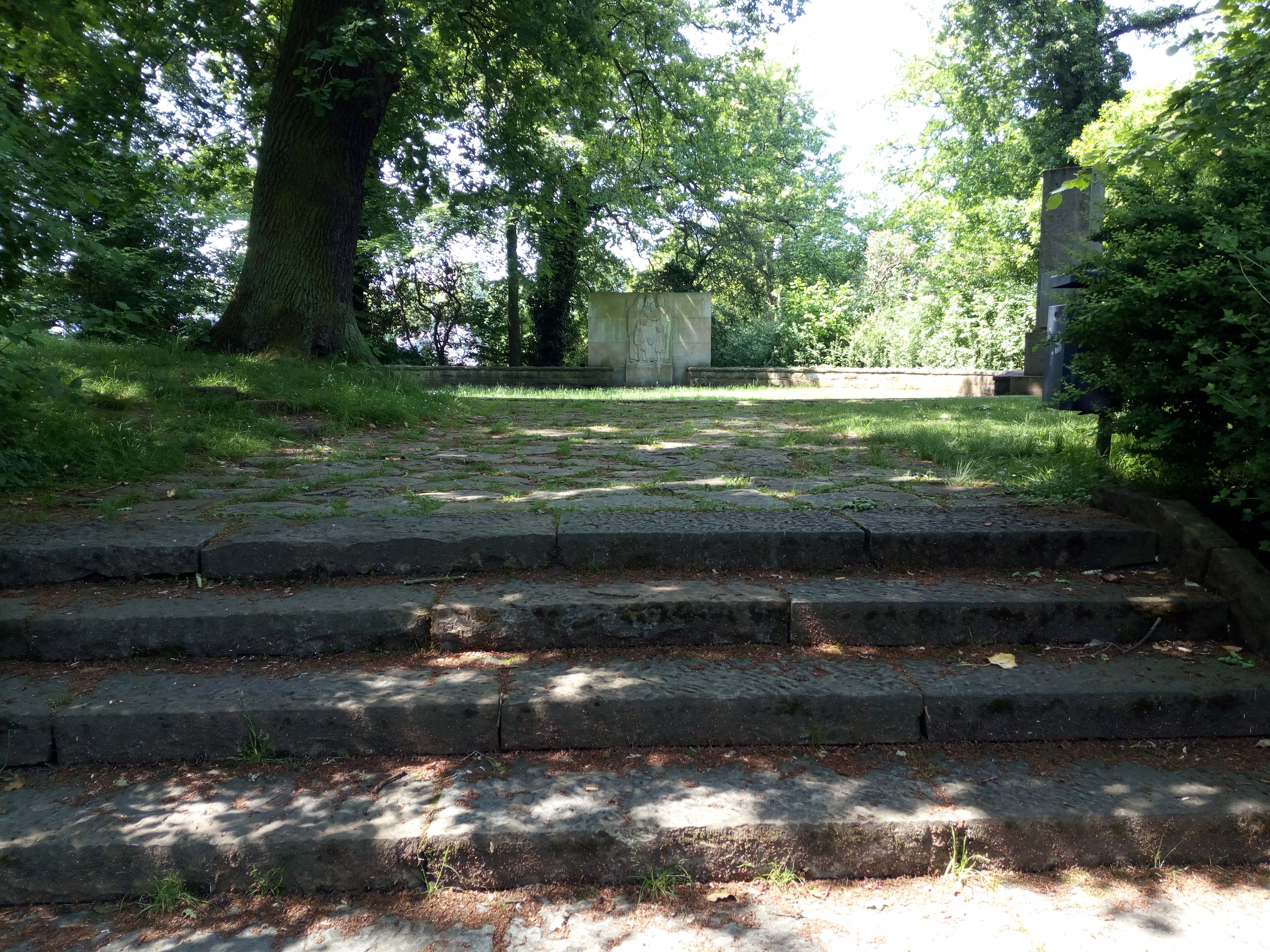
Das Kriegerdenkmal auf dem Mottenhügel
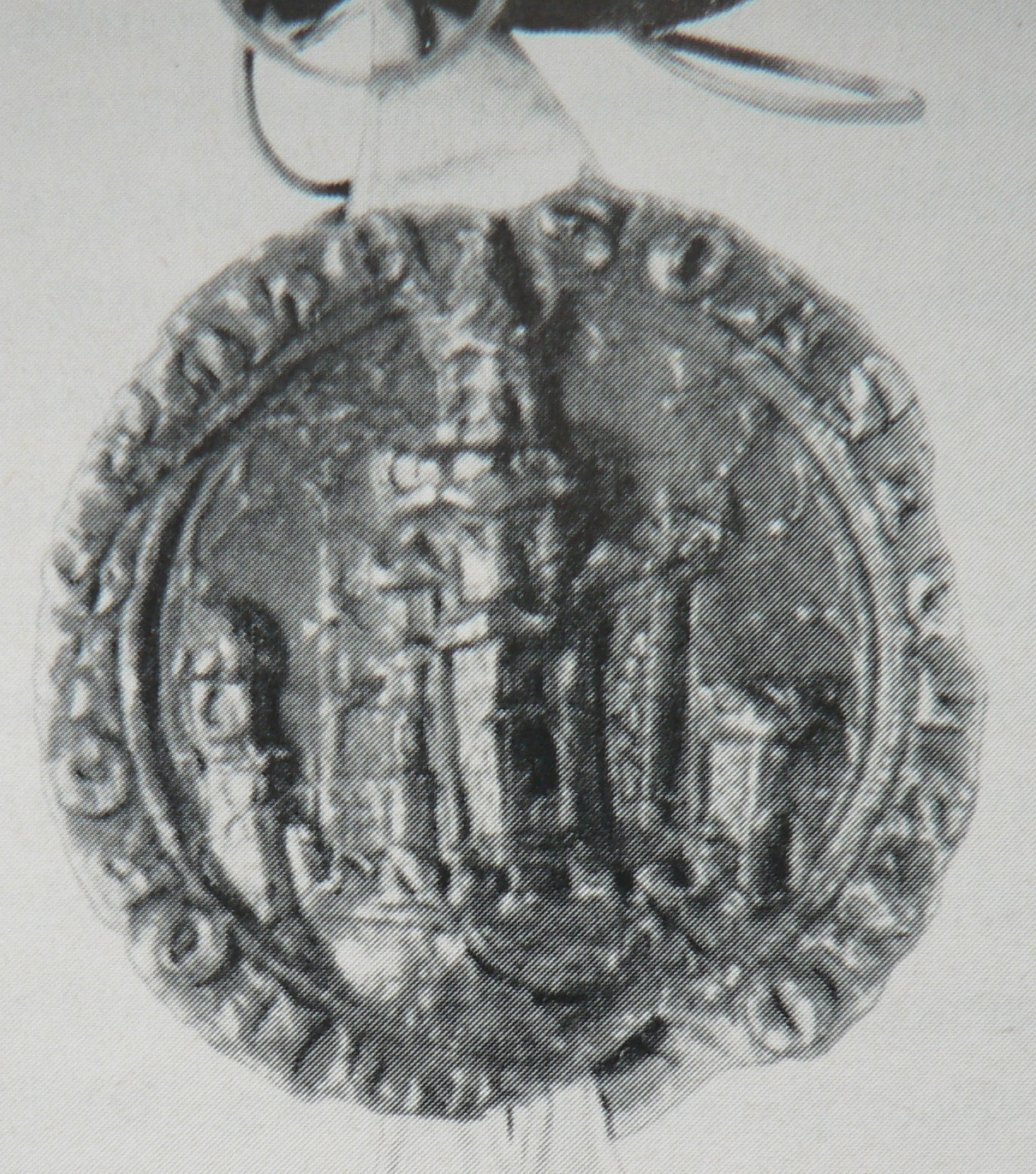
Wappen der Meller Burgleute
Die Gröneburg auf dem Wappen des ehemaligen Landkreises Melle

## Beschreibung
Die Burg besaß die Gestalt einer zweiteiligen Motte, für die ein 3,5–5 m hoher Hügel aufgeschüttet wurde. Dessen Durchmesser beträgt heute an der Plattform 33 m und an der Basis 44 m. An seinem Nordende lag der zusätzlich von einer 6–8 m breiten Gräfte umgebene Turm. Die sichelförmige Vorburg war ebenfalls von einem Wassergraben umgeben. Jenseits der um die gesamte Anlage führenden Gräfte waren zu Beginn des 19. Jahrhunderts noch mehrere Wälle und flache Gräben erkennbar. Die Gesamtausdehnung des Komplexes dürfte ca. 280 × 235 m betragen haben.

## Heutige Nutzung
Der Burghügel liegt inmitten des heutigen Grönenbergparks, ein Naherholungsgebiet, in dem die Landesturnschule von Niedersachsen und das Grönegaumuseum ihren Sitz haben. Auf dem früheren Burggelände befindet sich ein von einer ringförmigen Mauer eingefasstes Kriegerdenkmal, das durch eine weitläufige Sandsteintreppe zu erreichen ist.